# Дэ Ван Дэмчигдонров
Князь Дэмчигдонров (монг. Дэмчигдонров / ᠳᠡᠮᠴᠣᠭᠳᠣᠨᠷᠤᠪ [tɪmt͡ʃʰəktɔŋrəw]) традиционно сокращаемый в китайских источниках до князь Дэ (кит. 德王, пиньинь Dé wáng, палл. Дэ-ван), 8 февраля 1902 — 23 мая 1966) — монгольский князь, чингизид, предводитель национально-освободительного движения. С 1934 года правитель самопровозглашённой автономии на части монгольских земель. В 1939 стал правителем Мэнцзяна (во Внутренней Монголии), поддерживавшегося японской военной администрацией. В 1945 году сражался против Советской Армии на стороне Японии, стремясь сохранить независимость Мэнцзяна от Китая.

## Биография

### Ранние годы

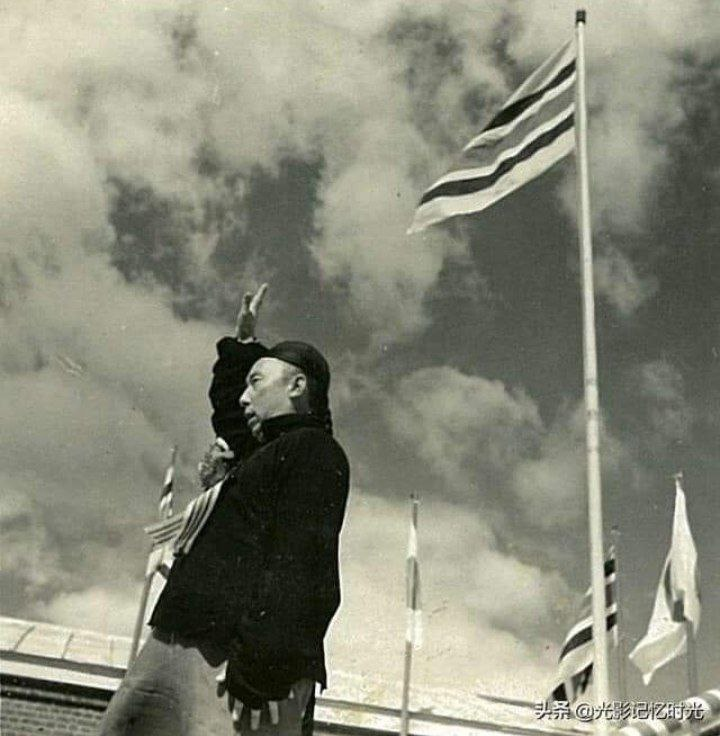
Дэмчигдонров на провозглашении Мэнцзяна как республики

Дэмчигдонров был чахаром, он был единственным сыном Намжилванчуга, князя чахарского Дзун-Сунитского хошуна и главы Шилин-гольского сейма. После смерти отца в 1908 году шестилетний Дэмчигдонров с санкции маньчжуров унаследовал отцовский титул; выучился старомонгольскому, маньчжурскому и китайскому. После падения Цинской империи в 1912 году Юань Шикай удостоил его титула Дзасаг-Хэшо-Дулинь-циньвана (кит. трад. 札薩克和碩杜棱親王, упр. 扎萨克和硕杜棱亲王, пиньинь Zhá sà kè hé shuò dù léng qīnwáng). Женился на дочери тайджи своего хошуна; на следующий год у него родился первый ребёнок, Долгорсурэн. От второй своей жены-маньчжурки из хошуна Авга у Дэмчигдонрова появилось ещё пятеро детей.

### Ранняя политическая деятельность
В 1929 году был назначен членом Чахарского провинциального комитета. В 1931 году он сменил на посту главы Силингольской лиги Ян Кана (楊桑 Yáng Sāng) и Соднома Рабдана (索特那木拉布坦 Suǒtènàmù Lābùtǎn). В 1931 году занял пост главы Шилин-гольского сейма. 
В сентябре 1933 года монгольские принцы провинции Чахар и Суйюань отправились в храм в Байлиньмяо к северу от Гуйхуа и собрались в зале совета с Дэмчигдонровом, который в течение нескольких месяцев пытался основать панмонгольское движение за самоуправление. В октябре им были разосланы прокламации к внутреннемонгольским князьям, а в Нанкин отправлено письмо с требованием самоуправления.

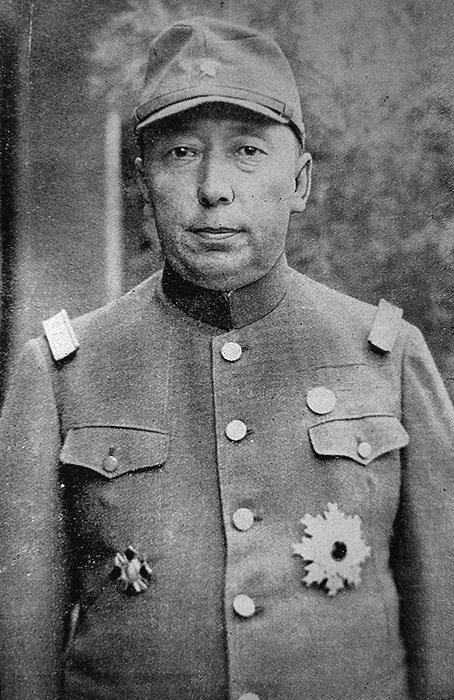
Дэмчигдонров в своей униформе японского стиля

В начале 1935 года, став лидером Внутренней Монголии, предпринял попытку организации автономного монгольского правительства. Внутреннемонгольское Автономное правительство поддержали японский генерал Минами Дзиро и полковник Итагаки, однако сначала Дэмчигдонров отказался от той формулировки договора о сотрудничестве, которую ему предложил Минами. После установления союзного договора между Мэнцзяном и Маньчжоу-го в мае 1935 года маньчжурский император Пу И пожаловал ему титул «У-дэ циньван» (кит. трад. 武德親王, упр. 武德亲王, пиньинь Wǔ dé qīnwáng, букв. «Воинственный и Добродетельный великий князь»).

### Экспансия в Чахар

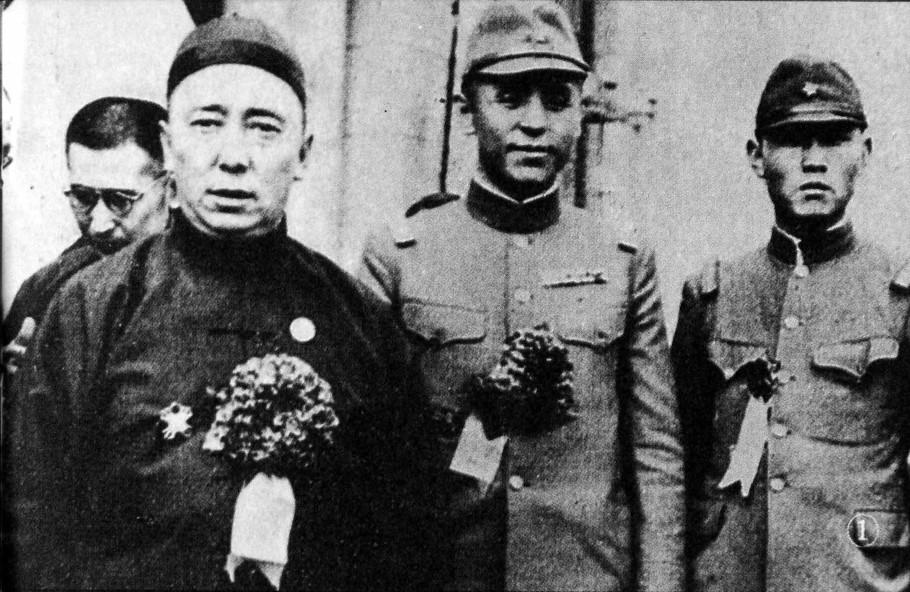
Князь Дэмчигдонров (слева), Ли Шоусинь (по центру)

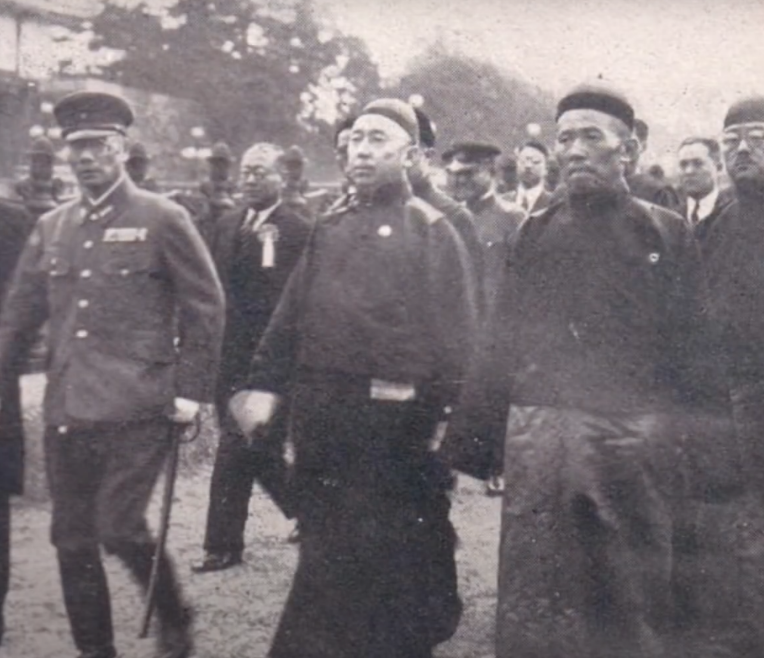

24 декабря 1935 года генерал Минами послал два батальона нерегулярной маньчжурской кавалерии под командованием Ли Шоусиня, эскадрилью японских самолётов и несколько танков, чтобы помочь князю захватить северную часть провинции Чахар. Шесть районов северного Чахара защищали всего несколько тысяч легко вооруженных китайских солдат из корпуса сохранения мира в демилитаризованной зоне. С помощью Ли силы князя вскоре смогли захватить территорию.
Японская Квантунская армия в феврале 1936 года решила создать монгольское военное правительство с Демчигдонровым в качестве командира и Тойонори Ямаути в качестве советника. Японцы заявили, что князь выполнял миссию «унаследовать великий дух Чингисхана и вернуть себе территории, принадлежащие Монголии, выполнив грандиозную задачу возрождения процветания нации».

### Экспансия в Суйюань
В марте 1936 года войска Маньчжоу-Го, оккупировавшие провинцию Чахар, вторглись на северо-восток Суйюаня, который контролировался военачальником Шаньси Янь Сишанем. Союзники Японии захватили Байлинмяо на севере Суйюаня, где располагалась штаб-квартира прояпонского Автономного политического совета Внутренней Монголии. Три месяца спустя Дэмчигдонров, как глава Политсовета, объявил себя правителем независимой Монголии и организовал армию с помощью японского снаряжения и обучения.
Из-за отсутствия идеологического единства, плохих винтовок, достаточных только для половины солдат, у войска был низкий моральный дух. Она насчитывала около 10 тысяч человек. Марионеточная китайская армия Великой Хань под командованием Ван Ина была присоединена к монгольской армии Дэмчигдонрова.

### Конфликт с Янь Сишанем
В августе 1936 года армия князя попыталась вторгнуться в восточный Суйюань, но потерпела поражение от войск Янь Сишаня под командованием Фу Цзои. После этого поражения Дэмчигдонров восстановил свои вооружённые силы и спланировал новое вторжение. Японские агенты тщательно зарисовали и сфотографировали оборону Суйюаня.
В ноябре 1936 года Дэмчигдонров предъявил Фу Цзои ультиматум о капитуляции. Тогда Фу ответил, что князь является просто марионеткой «определённых кругов», и потребовал, чтобы он подчинился власти центрального правительства Чан Кайши, монгольская и маньчжурская армии Дэ Вана предприняли ещё одну, более амбициозную атаку. На этот раз 15 000 солдат Дэмчигдонрова были вооружены японским оружием.
Японские шпионы уничтожили крупный склад снабжения в Датуне и совершали другие акты саботажа. Янь Сишань поставил свои лучшие войска и наиболее способных генералов. В течение месяца армия Маньчжоу-Го понесла тяжёлые потери. Силам Фу удалось занять Байлинмяо 24 ноября 1936 года, и он рассматривал возможность вторжения в Чахар, прежде чем Квантунская армия предупредила его, что это спровоцирует нападение Японии. Войска князя неоднократно пытались вернуть Байлинмяо, но это только спровоцировало Фу на отправку войск на север, где он успешно захватил последнюю из баз Дэмчигдонрова в Суйюане и практически уничтожил его армию. Победы Яна в Суйюане над поддерживаемыми Японией силами получили высокую оценку китайских газет и журналов, других военачальников и политических лидеров, а также многих других представителей китайской общественности.

### Последние годы
После поражения Японии Дэмчигдонров в течение четырех лет жил в Пекине под надзором гоминьдановцев. Незадолго до основания Китайской Народной Республики, в августе 1949 года, ему удалось создать "Автономное правительство" в самом западном регионе Внутренней Монголии. В декабре, находясь под угрозой коммунистической армии, Дэмчигдонров бежал в Монгольскую Народную Республику и сначала был там радушно принят, но позже был арестован властями в феврале следующего года и депортирован в Китай в сентябре 1950 года, где ему было предъявлено обвинение в государственной измене. Под наблюдением он написал девять мемуаров и был помилован 13 лет спустя, в апреле 1963 года. После освобождения из тюрьмы Дэмчигдонров работал в музее истории Внутренней Монголии в Хух-Хото до своей смерти в возрасте 64 лет.